# Râul Jolotca
Râul Jolotca este un curs de apă, afluent al râului Mureș. 